# 巴吉度獵犬

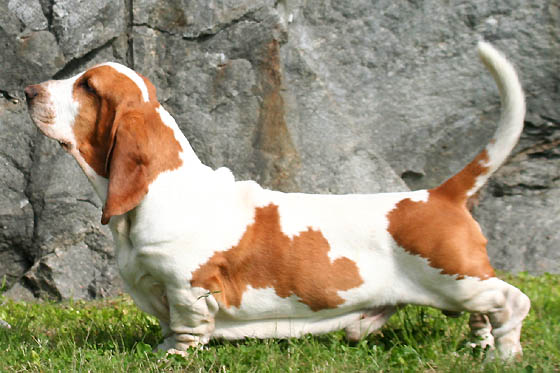
巴吉度獵犬

巴吉度獵犬（法語：Basset hound）是一種短腿的犬種，屬於獵犬家族。
法國巴吉度獵犬以狩獵兔和野兔為目的。巴吉度獵犬嗅覺跟踪能力僅次於尋血獵犬，常被當成警犬來訓練。共有6種獲認可的法國巴吉度獵犬。其外型像是大一號的小獵犬（米格魯）。

## 外部連結
- 中的“巴吉度獵犬” - An active listing of Basset Hound links.